# 홍성읍
홍성읍(洪城邑)은 홍성군의 군청 소재지이다. 군의 중앙에 위치하여 행정, 교육, 교통, 산업의 중심지로 은행 등의 금융기관과 홍성군청, 홍성군의회, 대전지방법원 홍성지원, 대전지방검찰청 홍성지청, 충남서부(구, 홍성)보훈지청, 홍성의료원 등 중요 기관이 집중되어 있다. 광역시에 속한 군을 제외하고는 군지역 읍인구가 가장 많은 읍이다. 북류하는 삽교천의 지류 금마천과 많은 지류가 집중하는 홍성분지의 중심으로 지방 물산의 집산지이고 장항선의 주요역이며, 도로가 사방으로 뻗어 있다. 충청남도청이 있는 내포신도시에서 7.5 km정도의 거리에 있다.

## 지리
동쪽으로 금마면 남동쪽으로 홍동면 남서쪽으로 구항면 북쪽으로 홍북읍에 접한다. 북동부에 있는 홍성역 부근을 제외하고는 대부분의 지역이 일월산, 남산 등에 의해서 산악지형을 이룬다. 하천은 일월산에서 발원하는 월계천과 남산을 근원으로하여 옥암리로 흐르는 홍성천이 금마천에 합류하여 그 유역에 비옥한 평야를 이루고 북쪽으로 흐른다.

## 지명유래
『한국지명유래집 충청편』을 보면 홍성읍은 홍주군 주남면(州南面)과 주북면(州北面)이 통합되어 형성되었다. 『신증동국여지승람』 및 『해동지도』 등에 의하면 주남면과 주북면은 홍주목의 관문에서 각각 남북방향으로 10리가량 떨어진 지역이었으며, 『홍주목읍지』에서는 주북면이 10리 거리이고 주남면은 5리 거리라고 기록하였다. 즉 주남면은 읍내의 남쪽이고 주북면은 읍내의 북쪽이라는 의미이고, 『해동지도』, 『1872년지방지도』에서는 두 지역이 홍주목 관아의 서쪽에서 남북방향으로 접해 있다. 그러나 『광여도』에서는 두 지역이 접해 있지 않다.
1914년 주북면이 주남면을 통합함으로써 군의 홍양면(洪陽面)이 되었다. 1917년에 홍양면이 홍주면(洪州面)으로 개칭되었으며, 1941년에 읍으로 승격하면서 홍성읍으로 되었다. 따라서 『조선지형도』에서는 홍주로, 『한국지명총람』에서는 홍성으로 표기되었다. 1983년에 홍북면(洪北面) 내법리(內法里)와 홍동면(洪東面) 구룡리(龜龍里)가 읍에 편입되었다. 장항선 철도의 홍성역, 읍내의 홍성교 등에서 관련 지명을 확인할 수 있다.

## 하위 행정 구역
| 법정리 | 행정리           | 행정리           | 비고 |  |
| ------ | ---------------- | ---------------- | --- |  |
| 오관리 | 오관1리~오관12리 | 오관1리~오관12리 | 홍성군청, 홍성군의회, 홍성읍 행정복지센터, 홍성군보건소, 홍성경찰서오관지구대 소재지, 홍주초등학교, 홍성초등학교, 홍성 홍주읍성, 홍주성역사관, 홍성 오관리 당간지주, 홍성 오관리 느티나무, 홍주중학교, 홍주고등학교, 홍성온천, 홍성상설시장 |  |
| 옥암리 | 옥암1리~옥암3리  | 옥암1리~옥암3리  | 홍성경찰서, 홍성소방서 옥암119안전센터, 홍성교도소, 홍성우체국, 홍주문화회관, 홍성군농업기술센터 |  |
| 남장리 | 남장1리~남장4리  | 남장1리~남장4리  | 홍성 충령사, 청운대학교, 혜전대학교, 한국폴리텍4대학 홍성캠퍼스, 홍남초등학교 |  |
| 대교리 | 대교1리~대교4리  | 대교1리~대교4리  | 홍주의사총, 홍주향교, 홍성전통시장, 대교리 석불입상(광경사지 미륵불) - 충청남도 문화재자료 제160호, 홍성고등학교(2016년 내포신도시 이전) |  |
| 소향리 | 소향1리~소향3리  | 소향1리~소향3리  | 홍성세무서, 홍주종합경기장, 홍성여자중학교, 홍성여자고등학교, 광경사지 삼층석탑 |  |
| 신성리 | 신성리           | 신성리           | 신성역 |  |
| 내법리 | 법수, 내기       | 법수, 내기       | 용주사, 광경사지 석불좌상 |  |
| 고암리 | 고암1리~고암5리  | 고암1리~고암5리  | 충청남도홍성교육지원청, 충청남도홍성의료원, 홍성역, 홍성종합버스터미널, 홍성성당, 홍성중학교, 홍성문화원 |  |
| 구룡리 | 동구, 서구       | 동구, 서구       | 홍성소방서, 충청남도종합건설사업소 홍성지소 소재지 |  |
| 송월리 | 송월리           | 송월리           | |  |
| 월산리 | 월산1리~월산3리  | 월산1리~월산3리  | 대전지방법원홍성지원, 대전지방검찰청홍성지청, 대한법률구조공단홍성출장소, 한국농어촌공사 충남지역본부 홍성지사 소재지 |  |
| 학계리 | 학계1리~학계2리  | 학계1리~학계2리  | 학계야영장(구, 학계국민학교(1992년 홍성초등학교에 통합)) |  |
| 12리   | 48               | 행정리           | 278개반 |  |

## 문화재
- 홍주성
- 홍주의사총
- 홍성 충령사

## 인구
2015년 11월말 현재 인구는 42,415명(군의 45.0%, 도의 2.0%)이다. 전국 군지역 읍 중 인구가 가장 많다.

## 주요 기관

### 교육 기관
- 초등학교
  - 홍성초등학교
  - 홍주초등학교
  - 홍남초등학교
- 중학교
  - 홍성중학교
  - 홍주중학교 (사립)
  - 홍성여자중학교
- 고등학교
  - 홍성고등학교 (2016년 내포신도시 이전)
  - 홍주고등학교 (사립)
  - 홍성여자고등학교
- 대학교
  - 청운대학교 홍성캠퍼스
  - 혜전대학교
  - 한국폴리텍대학 충남캠퍼스

### 관공서
- 홍성군청
- 홍성군의회
- 홍성읍 행정복지센터
- 홍성군보건소
- 홍성경찰서
- 홍성소방서
- 홍성세무서
- 충청남도홍성교육지원청
- 충청남도홍성교육지원청 특수교육지원센터
- 대전지방교정청 홍성교도소
- 충청지방통계청 홍성사무소
- 충청지방우정청 홍성우체국
- 충청남도선거관리위원회 홍성군선거관리위원회
- 국립농산물품질관리원 충남지원 홍성·청양사무소
- 국가보훈처 홍성보훈지청
- 대전지방법원 홍성지원
- 대전지방검찰청 홍성지청
- 대한법률구조공단 홍성출장소
- 충청남도 종합건설사업소
- 한국농어촌공사  홍성지사
- 한국국토정보공사 홍성지사
- 한국전력공사 홍성지사
- 홍주성역사관

### 금융기관 · 협동조합
- 홍주새마을금고
- 농협중앙회홍성군지부
- KEB하나은행 홍성지점
- 국민은행 홍성지점
- 우리은행 홍성지점
- 신한은행 홍성지점
- SC제일은행 홍성지점
- 홍성농업협동조합
- 홍성축산업협동조합
- 홍성낙농업협동조합

### 방송국
- 한국방송공사 대전방송총국 홍성중계소
- 대전문화방송 홍성방송본부

### 신문사
- 홍성신문
- 홍주일보

## 교통

### 도로
- 국도 제21호선
- 국도 제29호선
- 지방도 제609호선

### 철도
- 장항선 홍성역, 신성역[1]

## 주거
| 단지명                   | 건설사         | 시행사                      | 주소                     | 입주        | 비고     |
| ------------------------ | -------------- | --------------------------- | ------------------------ | ----------- | -------- |
| e편한세상 홍성 더 센트럴 | ㈜디엘건설     | 한국토지신탁 ㈜드림도시개발 | 월산로 16 (월산리)       | 2025년 2월  |          |
| 홍성 코오롱하늘채        | 코오롱건설     | ㈜해동                      | 문화로33번길 11 (옥암리) | 2006년 5월  |          |
| 홍성 세광엔리치타워      | ㈜세광종합건설 | ㈜세광종합건설              | 충서로 1506 (오관리)     | 2006년 11월 |          |
| 홍성월산지구 부영 1차    | ㈜부영         | ㈜부영                      |                          | 2003년 5월  |          |
| 홍성월산지구 부영 2차    | ㈜부영         | ㈜부영                      | 월산로30번길 38 (월산리) | 2004년 8월  |          |
| 홍성 남장주공 1단지      | 금호산업       | 대한주택공사                | 문화로72번길 92 (남장리) | 2001년 9월  |          |
| 홍성 남장주공 2단지      | ㈜동성건설     | 대한주택공사                | 문화로72번길 72 (남장리) | 2008년 8월  | 국민임대 |